# Ferdinand Karkutsch
Ferdinand August Ludwig Karkutsch (ur. 21 listopada 1813 w Koszalinie, zm. 26 września 1891 w Szczecinie) – niemiecki kupiec, działacz społeczny i filantrop.
Urodził się w majętnej rodzinie koszalińskich kupców, po zakończeniu wojen napoleońskich rodzina Karkutschów przeniosła się do Szczecina. Ferdinand przejął fach po ojcu i został kupcem handlującym nasionami i zbożem. Posiadał wysoką pozycję społeczną, którą podkreślał udzielając licznych darowizn i przekazując środki finansowe na rozliczne fundusze. 
Ferdinand Karkutsch nie posiadał potomstwa, na rok przed śmiercią postanowił lwią część swojego majątku przeznaczyć na cele społeczne tj. inwestycje w Szczecinie i rodzinnym Koszalinie. Z jego funduszy (300 tys. marek) w Szczecinie wybudowano gmachy muzealne na obecnych Wałach Chrobrego, oraz rozbudowano szpital w Szczecinie-Zdunowie. 
Koszalin otrzymał 400 tys. marek, które przeznaczono na budowę przytułku i powołanie utrzymującej go „Fundacji Karkutschów”. W 1891 Ferdinand Karkutsch otrzymał tytuł honorowego obywatela miasta Koszalina, a po jego śmierci ulicę przy której wybudowano przytułek nazwano jego imieniem (obecnie ul. Krakusa i Wandy). 
Zmarł w Szczecinie i został pochowany na Cmentarzu Niemierzyńskim. Tamże stanął jego pomnik, a w Szczecinie również został patronem jednej z ulic w śródmieściu łączącej Am Berliner Tor (na wysokości Hohenzollern Pl.) z Bismarck Str.